# 春茶
春茶（はるちゃ）は、日本の女性YouTubeアーティスト。血液型はAB型。出身は石川県。本名と年齢、顔写真は非公開。OPENREC.tvやTwitchなどでゲーム実況の動画も配信している。

## 概要
元々ニコニコ動画やYouTubeでカバー動画を作成し活動していたが、2017年にコバソロのチャンネルで顔だけを隠した形でカバー動画を歌った動画が上がると、目元しか映さず自分の情報を積極的に公開しないことなども相まって、ネット上でその歌声が人気となった。またゲーム実況者であるオサミンティヌス3世とのコラボ動画『歌ウマな女の子がボイチャで乱入してきたから一緒に歌ってみた結果wwwwwwwww【back number / 瞬き】』は約2,000万回再生された。
コバソロとのコラボ動画のほか、自身のチャンネルでも曲のカバーを行っている。主な動画はJ-POPなどのカバー動画である。顔出しは基本していないが、場合によっては目元のみを出している動画もある。また、YouTubeにゲームチャンネルを持つほか、OPENREC.tvで配信を行うこともあるなど、歌だけでなくゲーム実況も行っている。
2023年12月より、自身で作詞・作曲した楽曲をYouTube及び音楽配信サービスに投稿している。
2025年2月現在、YouTubeチャンネルの登録者は約130万人、総再生回数は約3億942万回である。

## 来歴
- 2013年6月10日 - 【ラリィ×春茶】しんでしまうとはなさけない！【歌ってみた】に登場。
- 2016年2月4日 - 自身のYouTubeチャンネルを開設する。
- 2017年2月23日 - コバソロのチャンネルにTOKYO GIRLのカバー動画で初登場。
- 2019年7月28日 - ツイキャスにて「終電間際≦オンエア。」がスタートする。
- 2019年12月22日 - 終電間際≦オンエア。が最終回を迎える。
- 2019年12月26日 - 豊洲PITにて自身初となるライブ、「終電間際≦オンライン。1ST LIVE」を行う。
- 2020年2月27日 - 自身のYouTubeチャンネルの総再生回数が1億回を達成する。
- 2020年7月19日 - 自身のYouTubeチャンネルの登録者が100万人を突破する。
- 2020年8月19日・20日 - LINE CUBE SHIBUYAにて終電間際≦オンライン。コンセプトライブ『話したいことたくさんあったんだけど、なんだったっけな』開催。
- 2020年12月5日 - syumagi Official Channelにて『迷題論理』が公開される。
- 2020年12月16日 - 終電間際オンライン 小説集が発売開始。
- 2021年10月13日 - 1st LIVE TOUR ～食欲の秋、おいしいご飯と君と音楽　詰め放題キャンペーン～を開催[2]
- 2022年2月19日 - コバソロのチャンネルで公開されているLemonのカバー動画が再生回数1億回を突破する。
- 2022年4月20日 - 伶、トシゾーとともに、OPNEREC公式番組のゆるっと。いろはにゲーム部の出演がはじまる[3]。

## エピソード
平井堅は自身のインタビューで春茶がYouTubeに投稿したトドカナイカラのカバーに触れ、「平井堅より全然いいなと思って聴いています。自分で作って自分で歌うとあまり新鮮味はないけど、ほかの方が歌ってくださると違う景色になるからいいですよね。」と語っている。
自宅に2台の自作パソコンがあり、「可愛くて、光っていて、最強のPC」をコンセプトにパーツ選びを行っている。
春茶という名前は中学生の頃に友人の思い付きから由来しているという。

## 終電間際≦オンライン。
終電間際≦オンライン。は春茶とイラストレーターのナナカワ、正体を一切明かしていないユニットの楽曲を担当するsakuma.の3人が結成したユニットである。愛称はしゅうまぎ（syumagi）、ファンネームはまぎわさん。である。≦。がマークとして使われている。「ねこふくろう」と呼ばれるふくろうの体に猫のような耳と尻尾を持つキャラクターがグッズやオリジナル曲のミュージックビデオに登場する。
春茶を中心としたプロジェクトのコンセプトを考えている際に、終電間際の改札の話になり、「そこには色んな人生が行き来しているから、そこに留まり続けることで色んなストーリーを見ることができるんじゃないかと。それって、僕たちの楽曲を色んな人に聴いてもらいたいということに直結するんじゃないか」というのが終電間際≦オンライン。の始まりである。終電間際という言葉の通り、発表される絵やグッズの絵はホームや電車内など「鉄道」にかかわるものが多く、時間帯は夜を感じさせるものが多い。
2019年12月26日に豊洲PITにて行われた「終電間際≦オンライン。1ST LIVE」のチケットは先行販売、一般販売ともに売り切れ。サポートメンバーには夜の本気ダンスのギター・西田一紀と、ヒトリエのベース・イガラシ、andropのドラム・伊藤彬彦、キーボーディスト・西村奈央というメンバーを迎え、カバー曲やこの日に初披露されたオリジナル曲の6曲をバンドセットで披露した。ライブでも顔出しは行わず、煙や、光、カーテンなど様々な手法を使った演出でライブは行われた。ライブ終了後にはここで2020年春東名阪Zeppツアーを行うことを発表するが、新型コロナウイルスの影響により延期。しかし、ライブが行われる予定だった日程にYouTubeLIVEにて生放送をおこなった。延期後のライブは、春茶「終電間際≦オンライン。」1st LIVE TOUR～食欲の秋、おいしいご飯と君と音楽　詰め放題キャンペーン～と題して、2020年10月1日にZepp DiverCity TOKYO、10月18日Zepp NAGOYA、10月26日Zepp NAMBAでそれぞれライブが行われる予定であった。しかし、状況が好転せず、座席のない大きな会場にて安全を完全に確保したライブを行うことが難しいということから2021年へと再延期された。その後、2021年10月13日・22日・28日・29日にZeppツアーが開催され、振替公演となる東京、名古屋、大阪に加え、福岡でもライブが行われた。
また、2020年8月19日と20日には終電間際≦オンライン。コンセプトライブ『話したいことたくさんあったんだけど、なんだったっけな』と題したライブが行われた。これは、本来であれば3月のZeppツアーで公表、2日とも違うアーティストをゲストに呼んでのライブを予定していたものである。感染状況などからライブ内容を大幅に変更し、ホールのキャパシティの半分以下、ホールで密を避け、1公演の時間を大幅に短くした映画のような、物語のようなショートライブ」をLINE CUBE SHIBUYAで行った。このライブの開催にあたり公式ツイッターでは渋谷のスポットとひまわりを持った女性のイラストが公開された。前述の通りZeppツアーが延期されたことにより、コンセプトライブと同じ形のライブ「何度も読んだ物語と、一度も読めないきみの気持ち」を初ライブの1年後である、2020年12月26日に東京国際フォーラム ホールAで行う予定であった。しかし、新型コロナウイルス感染症の感染拡大に伴い2021年3月6日への延期が発表されたが、2月19日に国内の感染状況や緊急事態宣言の延長などにより中止された。
2020年12月1日には公式ツイッターなどで、syumagi Official ChannelがYouTubeで開設されたことを公表。同月4日には終電間際≦オンライン。のオリジナル曲である「迷題論理」が公開された。オリジナル曲はこれまでライブのみで歌われていたため、初の楽曲公開となった。同月16日に同じくオリジナル曲である「リタルダンド残して」を公開。2021年2月12日に公開された「escape」まで約2か月ほどでライブなどで演奏された終電間際≦オンライン。の楽曲全6曲のミュージックビデオが公開された。2021年8月6日にはグループの楽曲としては初めて、六畳人間がサブスクリプション配信され、その後に公開された楽曲はすべて配信がなされているが、2022年10月現在も初期に公開された6曲のサブスクリプション配信はされていない。

### 楽曲
| 楽曲名                            | 時間 | 投稿日         | 配信日        |
| --------------------------------- | ---- | -------------- | ------------- |
| 「迷題論理」                      | 4:20 | 2020年12月4日  |               |
| 「リタルダンド残して」            | 4:30 | 2020年12月16日 |               |
| 「声を吐く」                      | 4:12 | 2020年12月26日 |               |
| 「きみにおくるうた」              | 4:05 | 2021年1月15日  |               |
| 「ENDROLL」                       | 4:33 | 2021年1月29日  |               |
| 「escape」                        | 4:27 | 2021年2月12日  |               |
| 「六畳人間」                      | 3:27 | 2021年8月6日   |               |
| 「逃避行」                        | 3:29 | 2021年9月17日  |               |
| 「ユナイト」                      | 3:26 | 2021年12月26日 |               |
| 「バッデイ、グッバイ。feat.水槽」 | 3:40 | 2022年6月24日  |               |
| 「隠レ陰キャ」                    | 3:27 | 2022年9月12日  | 2022年8月26日 |

### イベント
| 公演名                                                                                         | 公演日                           | 公演場所                                   | 概要                                                                          |
| ---------------------------------------------------------------------------------------------- | -------------------------------- | ------------------------------------------ | ----------------------------------------------------------------------------- |
| 終電間際≦オンライン。1ST LIVE                                                                  | 2019年12月26日                   | 豊洲PIT                                    | 春茶初のワンマンライブ。終電間際≦オンライン。オリジナル曲も初披露された。     |
| 終電間際≦オンライン。コンセプトライブ 『話したいことたくさんあったんだけど、なんだったっけな』 | 2020年8月19日・20日              | LINE CUBE SHIBUYA                          | コロナ禍で行われたショートライブ。                                            |
| 終電間際≦オンライン。1st LIVE TOUR ～食欲の秋、おいしいご飯と君と音楽 詰め放題キャンペーン～   | 2021年10月13日・22日・28日・29日 | Zepp Tokyo・Fukuoka・Nagoya・Osaka Bayside | コロナの影響で延期になっていたZeppツアーライブ 東京、福岡、名古屋、大阪で開催 |

### 小説集
2020年11月10日に終電間際≦オンライン。の楽曲をテーマにした『終電間際オンライン 小説集』が、KADOKAWAより同年12月16日に発売されることを春茶のチャンネルで公開された、「君と紡ぐ物語『終電間際オンライン 小説集』Teaser」で発表。同時に予約が開始され、Amazonでの予約分は特典が配布された。各楽曲をモチーフとした短編小説集となっており、春茶自身のほかに七月隆文などが参加している。小説の出版を記念し、2021年1月30日にはオンライントークイベントが開催された。
収録作品
| 作品名                 | 作者                       | モチーフとなった楽曲 |
| ---------------------- | -------------------------- | -------------------- |
| もう一度きみに会いたい | 七月隆文                   | きみにおくるうた     |
| さがしもの             | カツセマサヒコ             | 迷題論理             |
| 熊                     | 西田一紀（夜の本気ダンス） | ENDROLL              |
| 海の底にふる雪         | いぬじゅん                 | リタルダンド残して   |
| ハスリーベ             | ニャン                     | 声を吐く             |
| 月とミントと猫の羽     | 柴崎竜人                   | escape               |
| 曖昧                   | 春茶                       | （Secret Story）     |

## ディスコグラフィー

### 配信限定シングル
| 発売日         | タイトル                        | レーベル         |
| -------------- | ------------------------------- | ---------------- |
| 2021年3月31日  | きれいなものだけ (feat. くじら) | shihatsu records |
| 2022年8月19日  | 声届いた日から (feat. オサム)   | shihatsu records |
| 2022年12月16日 | 想い(Acoustic Ver.)             | shihatsu records |
| 2023年12月19日 | きみをつくりあげるもの          | shihatsu records |
| 2024年1月19日  | Q&A                             | shihatsu records |
| 2024年3月31日  | mirage                          | shihatsu records |

### その他参加作品
コバソロの1stフルアルバム KOBASOLOでは『恋せよオトメ』、『君さえいなけりゃ』（シングルとしても配信されている）、「Clumsy」では『どうか幸せにならないで』、『夏恋慕』、『ラブレター』のボーカルとして、カバーアルバムこれくしょんでは『ひまわりの約束』、『スパークル（movie ver.）』で、これくしょん2では『ふたりごと』、『HANABI』をコバソロとともにカバーしている。
また、2020年10月28日発売の 加藤ミリヤのトリビュートアルバム 『INSPIRE』では、「Lonely Hearts」のボーカルを務めている。このカバーについて春茶は「私がこの曲を歌うのならどう表現すればいいのか何度も話し合って、楽曲の持つとても素敵なメッセージとメロディーを新しい視点で見れるような、原曲よりもよりソウルでダンサブルな雰囲気にアレンジしていただいています。聴き終わった後、今よりほんの少しでも明るい気持ちになれたらと、そんな思いでカバーさせていただきました。」と語っている。
2022年4月22日にリリースされた、川谷絵音のソロプロジェクト「美的計画」の1stアルバム『BITEKI』では、「青い理想郷(feat.春茶)」が収録されており、同年4月8日に先行配信が開始されている。
「記憶を音楽にする」をテーマとした音楽プロジェクト・MIMiNARIからは2022年5月11日に「消えない feat.春茶」を1stシングルとしてリリースしている。MIMiNARI1曲目の楽曲に春茶をオファーしたことに関して、shamは「疾走感や切なさ、青春感といった、その後の楽曲にも通じる、いわゆる“MIMiNARI印”のような楽曲を目指しました。その上で春茶さんは、“終電間際≦オンライン。”としての活動もあれば、YouTubeではカバー楽曲も数多く投稿されていて、振り幅の広さが魅力だと思いました。その振り幅の中で僕らの「消えない」も、きっと魅力的に歌っていただけるんじゃないかと思いました。」と語っている。
2022年8月19日には荒野行動テーマソングとして、約3年半ぶりにオサミンティヌス3世とのコラボ楽曲「声届いた日から」が公開された。
作曲家・俊龍による音楽プロジェクト『Sizuk』の配信シングル「bookmarks」（テレビアニメ『ざつ旅-That's Journey-』エンディングテーマ）にボーカルとして参加。2025年4月15日に配信シングルとしてリリースされた。

## 出演

### CM
- 富城物産 『夏恋慕』 (撮影、編集、作詞、作曲、編曲コバソロ)
- アサヒ飲料カルピスブランド100周年企画「タナバタノオト」第四話 『青』 (撮影、編集、作詞、作曲、編曲コバソロ)[28]
- 花王 ニュービーズ×春茶 「#毎日が洗濯日和」ミュージックビデオ「いつの日も」公開、春茶の校内放送キャンペーン[29]

### 映画
- 踊ってミタ - 挿入歌にコバソロ 2nd album「Clumsy」に収録の「ラブレター」が使用されている[30]。

### 配信番組
- ゆるっと。いろはにゲーム部
- 狩野英孝とSPYGEAの凸凹杯 vol.2 Apex Legends[31]

### TV番組
- TVアニメ「ざつ旅-That‘s Journey-」 ED曲[32]